# Aldenham Park
Aldenham Park est un manoir situé près du village de Bridgnorth, dans le Shropshire, en Angleterre. C'était le siège des Barons Acton

## Histoire
Le manoir de Aldenham Park a été acquis par Thomas Acton en 1465. Le petit-fils de Thomas Acton, Edward Acton (en), a été le premier baronnet Acton of Aldenham en 1643.
Le troisième baronnet Acton of Aldenham, Edward Acton (en), son petit-fils, est député de Bridgnorth entre 1698 et 1705 et épouse une riche héritière. Il commence alors à rénover et à transformer le manoir. Son fils, Whitmore Acton (en) hérite de la maison et du titre en 1716. Il continue les travaux et apporte des modifications au parc et aux jardins.
Le cinquième baronnet, Richard Acton (en), modifie les écuries en 1751. Il meurt sans héritier direct. Son cousin au troisième degré, John Acton hérite du manoir et du titre. Son souhait est de prendre sa retraite dans le manoir de ses ancêtres. Il meurt cependant à Palerme sans pouvoir rentrer au manoir.
Son petit-fils, John Emerich Edward Dalberg-Acton, est un historien et un politicien très connu. Il est levé au titre de Lord en 1865. À cette même année, il construire une importante bibliothèque qui sera démolie au début du XXe siècle.
La maison a ensuite été délaissée par la famille Acton, avant d'être occupée par la belle-mère du troisième Lord Acton, Lady Rayleigh, et son fils, l'honorable Guy Strutt.
En 1959, la maison a été vendue à M. et Mme Chirstopher Thompson. Elle est aujourd'hui louée pour des événements, notamment des mariages.

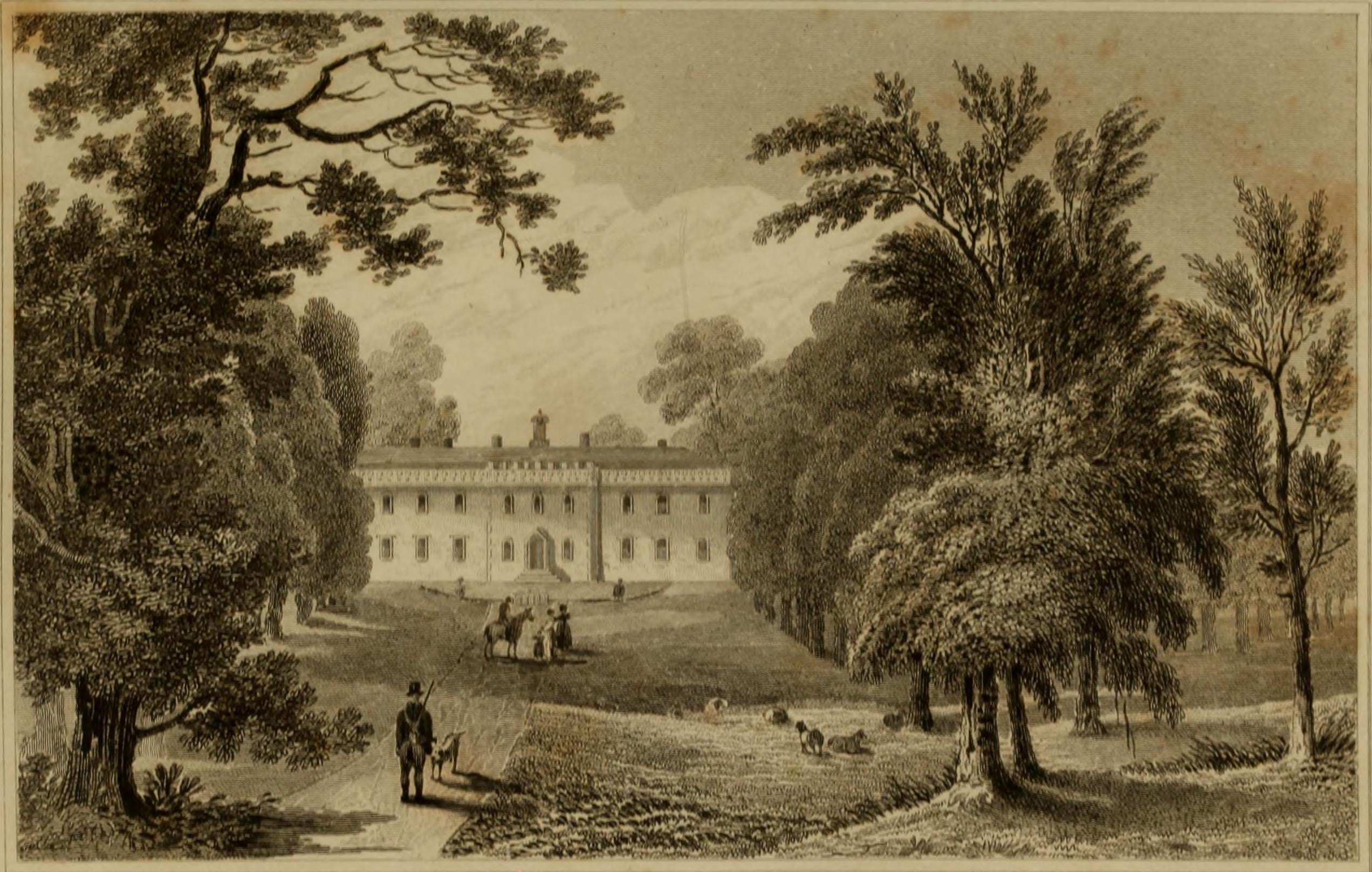
Gravure de Aldenham Park, 1830.